# XIV Concili de Toledo
El XIV Concili de Toledo fou un sínode ampliat de bisbes de la província Cartaginense, al Regne de Toledo, celebrat el 684.
Acabat el XIII Concili de Toledo el 13 de novembre del 683 va arribar als pocs dies a Toledo un enviat del Papa Lleó II (que va ser pontífex des de l'abril del 682 al juliol del 683) amb sengles cartes per al rei, per al comte Simplici, per a tots els bisbes i per al metropolità de Toledo, en les quals invitava a reconèixer les resolucions del Concili de Constantinoble III (sisè concili ecumènic) que havia condemnat el monotelisme. S'havia de celebrar un nou concili, però tan recent l'anterior es va convocar un sínode de bisbes de la Cartaginesa, al qual assistirien els metropolitans de les altres cinc províncies, com a delegats d'aquestes, en les quals se celebraria al seu torn i prèviament, un sínode, decidint la resolució pertinent que els metropolitans traslladarien a la reunió de Toledo.
El sínode fou conegut com a XIV Concili de Toledo, i es va celebrar del 14 al 20 de novembre del 684. Van assistir-hi tots els bisbes de la Cartaginense i els metropolitans de les altres províncies, i a més, un bisbe de la Tarraconense, un altre de la Narbonense i un altre de Galícia. Els respectius sínodes provincials havien aprovat les directrius del Concili de Constantinoble III, i ara els assistents al sínode toledà, en nom de l'Església d'Hispània i la Gàl·lia Narbonesa van confirmar conjuntament les decisions del concili constantinopolità, resolució que fou tramesa al Papa.